# United States Coast Guard

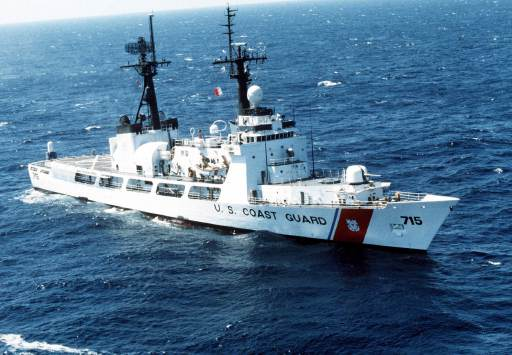
USCGC Hamilton (WHEC-715)

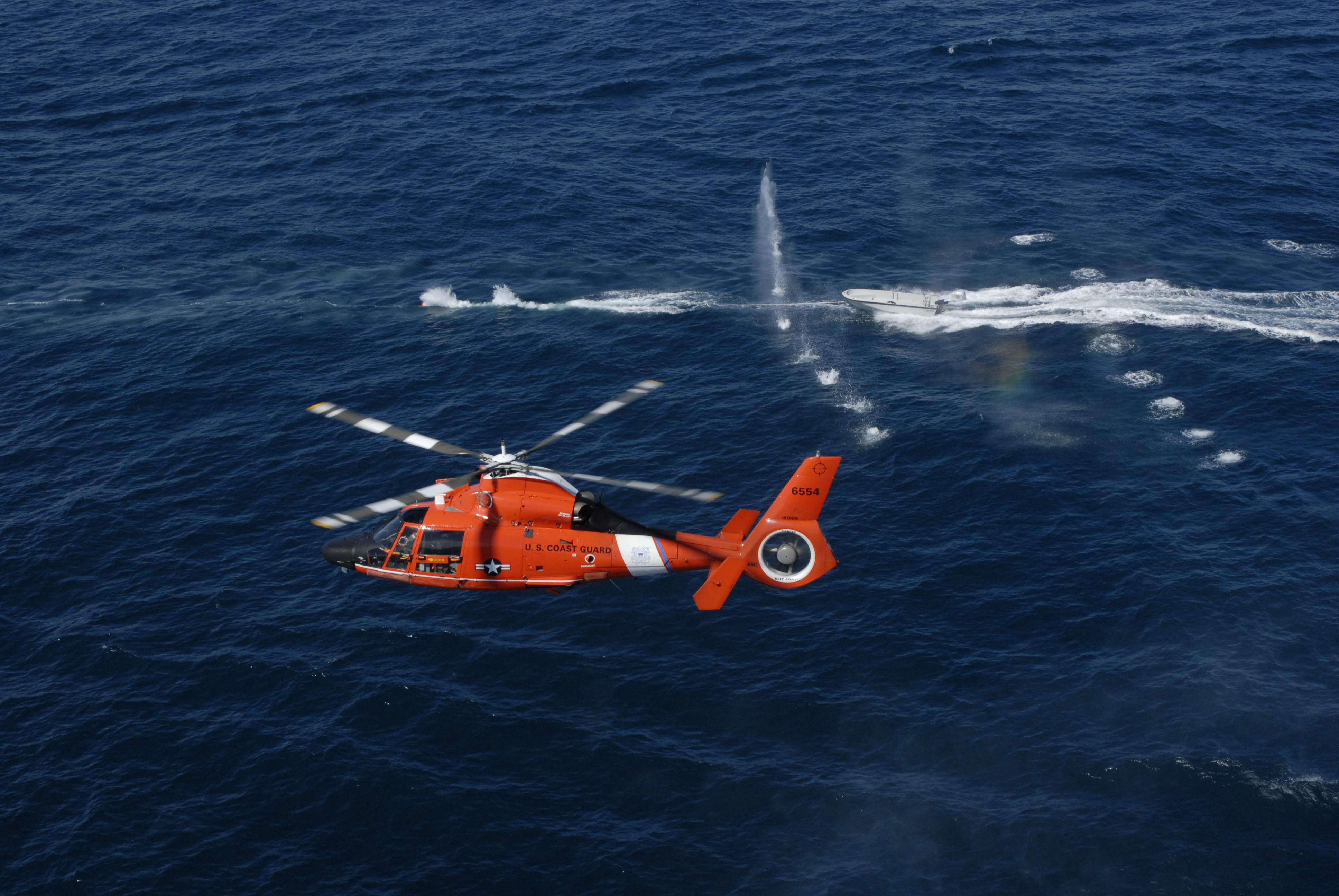
Eine HITRON MH-65C

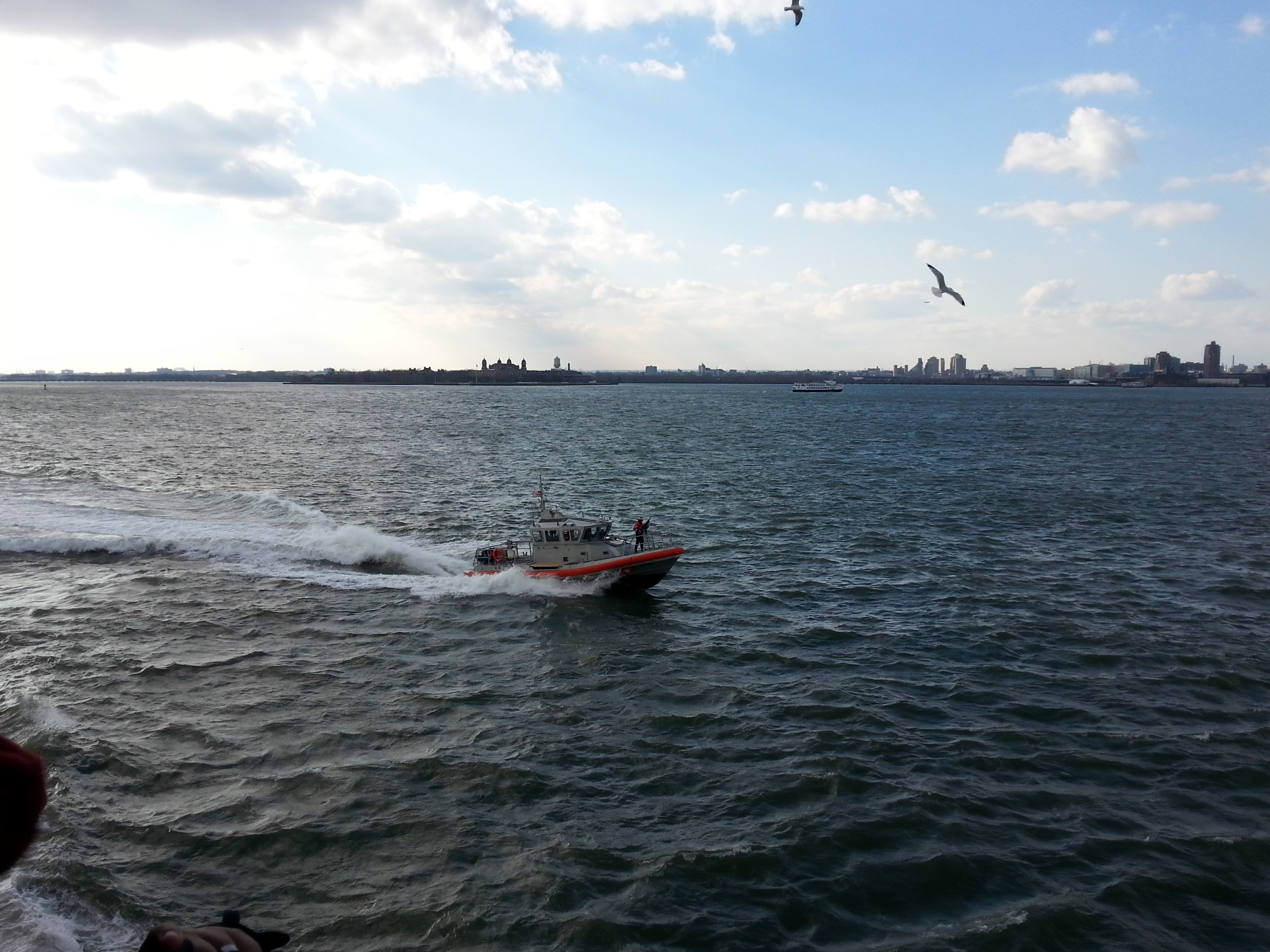
Ein Schnellboot der US Coast Guard in der Upper New York Bay. Im Hintergrund Ellis Island und die Skyline von New Jersey.

Die United States Coast Guard (USCG; englisch für „Küstenwache der Vereinigten Staaten“) ist als Behörde ein Exekutivorgan der Bundesregierung der Vereinigten Staaten und einer der acht Uniformed Services of the United States.
Der US Coast Guard ist im Bundesrecht der Vereinigten Staaten ein eigenes Gesetzbuch (Title 14, United States Code) gewidmet, das den Auftrag, die Organisation und die Ressourcen der Behörde festlegt. Das vielfältige Spektrum der Coast Guard umfasst elf gesetzlich festgelegte Aufgabenbereiche.
Die Küstenwache der Vereinigten Staaten ist dem Gesetz nach eine der Teilstreitkräfte der Vereinigten Staaten. Im Friedensfall untersteht sie dem Ministerium für Innere Sicherheit der Vereinigten Staaten. Auf Weisung des Präsidenten im Rahmen einer Exekutivanweisung oder im Rahmen einer Kriegserklärung seitens des Kongresses kann die Küstenwache als Teilstreitkraft dem Marineministerium unterstellt werden. Zu diesem Zweck ist die Behörde in personal- und beschaffungstechnischen Angelegenheiten militärisch organisiert. Sitz der Küstenwache ist die Bundeshauptstadt Washington, D.C.
Da die US Coast Guard weder rein polizeiliche noch rein militärische Aufgaben ausführt, entspricht sie der Definition einer staatlichen paramilitärischen Organisation.

## Geschichte

### Entstehung
Der Zollkutterdienst war 1790 unter Federführung von Alexander Hamilton auf Beschluss des Kongresses der Vereinigten Staaten als Revenue Marine („Zollmarine“) zur Bekämpfung von Schmugglern und Piraten an der amerikanischen Ostküste aufgestellt worden. Sie bestand auch nach dem Ausbau der amerikanischen Marine unter der Zuständigkeit des amerikanischen Finanzministeriums weiter, am 31. Juli 1894 wurde sie in Revenue Cutter Service umbenannt. Daneben bestand seit 1878 eine eigenständige staatliche Seenotrettungsorganisation ebenfalls unter der Zuständigkeit des amerikanischen Finanzministeriums.
Die United States Coast Guard wurde am 28. Januar 1915 durch die Zusammenlegung von U.S. Revenue Cutter Service („Zollkutterdienst“) und U.S. Life-Saving Service („Seenotrettungsdienst“) gebildet. 

### Erster Weltkrieg
Der erste Kriegseinsatz der Küstenwache erfolgte mit dem Eintritt der USA in den Ersten Weltkrieg im Jahr 1917. 15 Schiffe und 5.200 Mann der Coast Guard nahmen am Ersten Weltkrieg teil und waren unter anderem für Geleitaufgaben und bei der U-Boot-Jagd eingesetzt. Nach dem Krieg war es eine Hauptaufgabe der Küstenwache, den Alkoholschmuggel während der Prohibition in den USA von 1920 bis 1933 zu bekämpfen. Dazu erhielt sie Schnellboote und die Marine stellte 25 Zerstörer zur Verfügung.
Außerdem wurde eine spezielle Kryptoanalyseeinheit gegründet, die United States Coast Guard Unit 387. Ihre vielleicht bedeutendsten Leistungen für die Nation erbrachte diese Einheit nach dem Eintritt der Vereinigten Staaten in den Zweiten Weltkrieg. Ihr gelang der Bruch von abgefangenen geheimen Funksprüchen, Deckname Green (deutsch „Grün“), mit denen die deutsche Abwehr (Geheimdienst der Wehrmacht) ihr weltweites Spionagenetz steuerte, und die mithilfe der Rotor-Chiffriermaschine Enigma-G verschlüsselt worden waren.
Im Jahr 1939 wurden der Lighthouse Service (dt. Leuchtturmdienst) und das Bureau of Marine Inspection and Navigation (zu deutsch Aufsichts-, Kontroll- und Zulassungsbehörde für die Handels- und Fischereischiffahrt) von der Küstenwache übernommen. Damit waren alle maritimen Behörden Amerikas unter einem Dach zusammengefasst.

### Zweiter Weltkrieg
Im Zweiten Weltkrieg wurde die Küstenwache ab 1941 erneut der United States Navy unterstellt und nahm an den Kämpfen im Atlantik und Pazifik teil. Die Flotte wuchs während des Krieges auf 802 Einheiten von über 21 m Länge an. Die Mannstärke vergrößerte sich auf circa 171.200 Mann. Die Küstenwache stellte für 351 Kriegs- und Hilfsschiffe der U.S. Navy sowie für 288 Landungs- und Transportschiffe der U.S. Army Personal zur Verfügung. Zur Aufgabe der Küstenwache gehörte der Geleitschutz im Atlantik und an der amerikanischen Ostküste. Durch sie wurden zwölf deutsche und zwei japanische U-Boote versenkt, ferner kaperten sie zwei deutsche Überwasserschiffe, jedoch erlitt die Küstenwache auch eigene Verluste.

### Kalter Krieg
Seit 1945 nimmt die Küstenwache wieder alle seepolizeilichen und zollrechtlichen Aufgaben in den Territorialgewässern, Häfen und Binnenseen der Vereinigten Staaten wahr. Sie kontrolliert außerdem die Einhaltung des Umwelt- und Fischereischutzes. Sie betreibt die Betonnung der Gewässer, die Leuchtfeuer und den Eisbrecherdienst. Sie ist ferner für Seewetterdienst, Seenotrettung, Bergungshilfe, Eiskontrolle und Eiswarndienst verantwortlich. Bei allen neugebauten Schiffen überprüft sie die Sicherheitseinrichtungen. Weitere Schwerpunkte sind derzeit der Kampf gegen grenzüberschreitenden Drogenschmuggel und Terrorismus und die unerlaubte Migration in die Vereinigten Staaten.
Im Koreakrieg (1950–1953) war die Küstenwache genauso eingesetzt wie im Vietnamkrieg (1960–1975), wo sie mit 31 Einheiten an der Überwachung der vietnamesischen Küste beteiligt war sowie logistische Aufgaben übernahm. 1984 unterzeichneten das Verteidigungsministerium und das  Verkehrsministerium eine Vereinbarung, die die Küstenwache bereits in Friedenszeiten stärker in die Territorialverteidigung einbindet. Sie ist jetzt zuständig für U-Boot- und Minenabwehr sowie den Geleitschutz und die Hafen- und Reedesicherung in den 200 Seemeilen (circa 370 km) breiten Maritime Defence Zones („maritime Verteidigungszonen“). Die Küstenwache nimmt auch an Manövern der United States Navy und ihrer Verbündeten teil, die die Schiffe bis in die Karibik und die Ostsee führen.
Seit 2001 war die Coast Guard in ihrer Rolle als Teilstreitkraft an allen Kriegen der Vereinigten Staaten beteiligt. Auch im Binnenland Afghanistan und im Irakkrieg operierten Einheiten der Coast Guard. Ihre Erfahrung im Boarding von Schiffen wurde für Durchsuchungen eingesetzt. An Patrouillen im Persischen Golf nehmen regelmäßig Schiffe der Coast Guard teil, sie sind besonders für die Kontrolle von Seewegen geeignet und werden entsprechend eingesetzt. Im August 2014 eröffnete ein Patrouillenboot der Coast Guard im Persischen Golf das Feuer auf ein iranisches Fischerboot, als sich die Besatzung durch einen der Iraner mit einem Gewehr bedroht sah. Es gab keine Verletzten, die Boote drehten voneinander ab.
Die United States Coast Guard war auch Betreiber des OMEGA-Funknavigationssystems und bis 1994 Betreiber der LORAN-C-Sender außerhalb der Vereinigten Staaten.
Im Zuge des wachsenden Außenhandelsdefizits sowie der steigenden Verschuldung der Vereinigten Staaten gerät die amerikanische Küstenwache unter Einsparungsdruck. Ein dringend benötigtes Erneuerungsprogramm (Integrated Deepwater System Program) mit einem Investitionsvolumen von 24 Milliarden US-Dollar, das im Jahr 2005 angelaufen war, wurde um zwei Jahre bis 2009 gestreckt. Sie ist somit die einzige US-Teilstreitkraft, die nicht vom gestiegenen Verteidigungsbudget seit Amtsantritt des amerikanischen Präsidenten George W. Bush profitiert hat.
An ihrem 217. Gründungsjubiläum im August 2007 feierte die Coast Guard 1 Mio. gerettete Menschenleben.

## Auftrag
Der gesetzliche Auftrag der Küstenwache unterteilt sich in zwei Aufgabenbereiche. Den allgemeinen Aufgaben als Bundesbehörde im Bereich der Seeschifffahrt (englisch Non-homeland security missions) und als maritime Sicherheitsorganisation (englisch Homeland security missions).
- Allgemeine Aufgaben:
  - Schiffssicherheit, einschließlich Führen des US-amerikanischen Schiffsregister[12] und Erteilung der Befähigungszeugnisse für Seeleute.[13]
  - Seenotrettung
  - Ausbringen und Unterhalten der Schifffahrtszeichen
  - Überprüfen der Fischerei
  - Meeresschutz
  - Eiswarnungen
- Sicherheitsaufgaben:
  - Sicherheit der Häfen, Seefahrtsstraßen und Küstengewässer
  - Bekämpfung des Drogenschmuggels
  - Verhinderung illegaler Einwanderung über See
  - Allgemeine Polizeiaufgaben auf See
  - Erhalten der militärischen Einsatzfähigkeit für den Verteidigungsfall

Bis 2001 war in der Praxis die Bekämpfung des Drogenschmuggels die Hauptaufgabe der Küstenwache. Sie beschlagnahmte jedes Jahr mehr Drogen als alle anderen polizeilichen oder sonstigen Behörden der USA. Seit den Terroranschläge am 11. September 2001 ist der Schutz der maritimen Infrastruktur vor terroristischen Anschlägen eine neue Hauptaufgabe.

## Organisation
Es stehen ungefähr 38.000 Männer und Frauen im aktiven Dienst der US-amerikanischen Küstenwache, sowie 8.000 Reservisten und 35.000 Mann Unterstützungspersonal.
Auch wenn die Küstenwache vornehmlich zivile Aufgaben, wie Polizeiaufgaben, die Säuberung entstandener Umweltschäden oder die Wartung von Seewegen übernimmt, spielt sie in diesem Zusammenhang eine wichtige Rolle für die innere Sicherheit der USA und ist in Friedenszeiten seit dem 1. März 2003 dem Ministerium für Innere Sicherheit unterstellt. Bis dahin war sie seit 1967 dem US-Verkehrsministerium unterstellt gewesen. Davor war sie Teil der nationalen Marinestreitkräfte, deren direktem Kommando die Coast Guard nur im Kriegsfall, bei Kriegsgefahr oder bei nationalem Notstand auf Weisung des Präsidenten der Vereinigten Staaten unterstellt werden kann.
Der Wahlspruch der United States Coast Guard ist Semper paratus (lat.: „Allzeit bereit“).
Die Offiziersausbildung findet an der United States Coast Guard Academy in New London (Connecticut) statt.

### Kommandostruktur

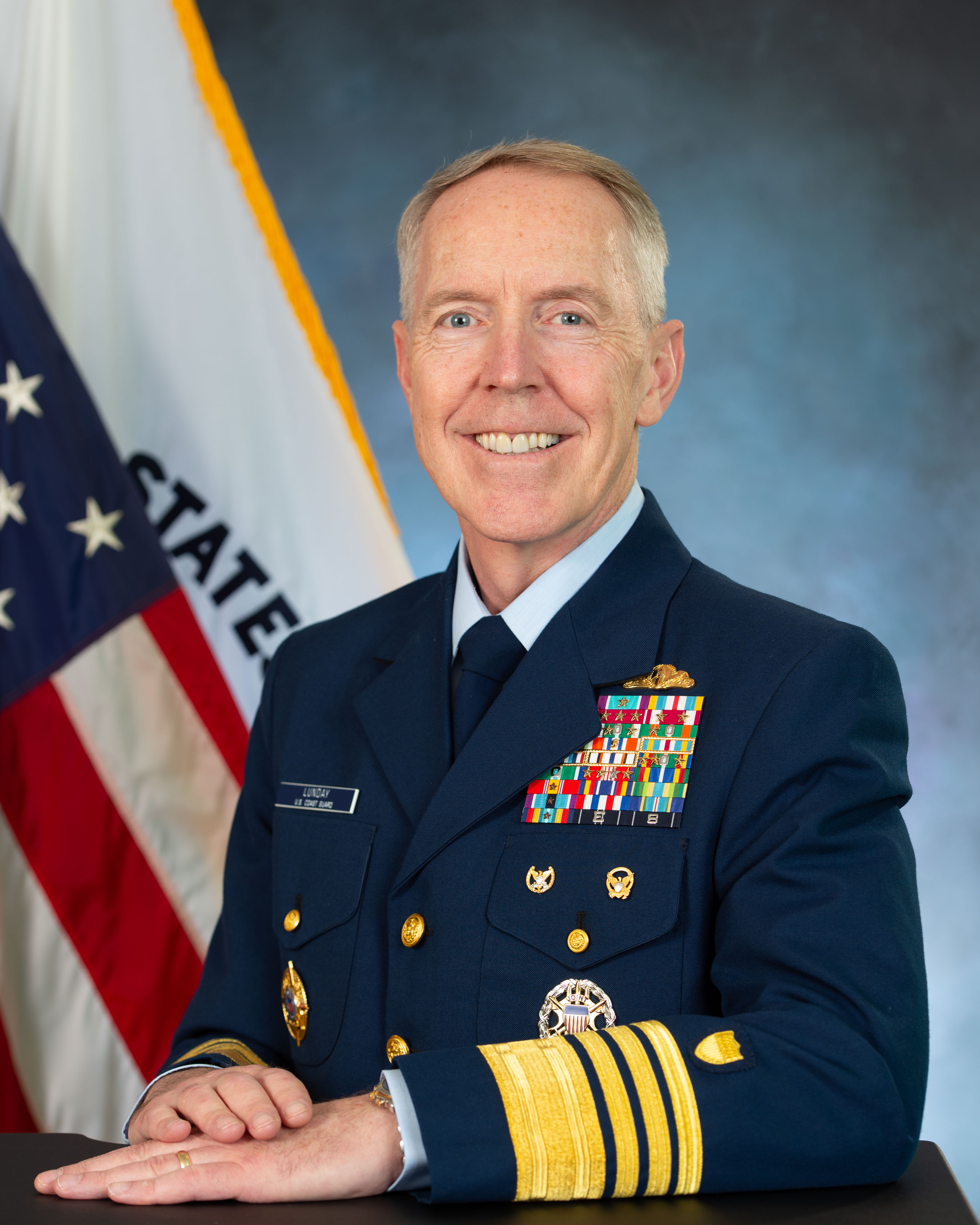
Admiral Kevin Lunday

Der derzeitige (28.) Kommandierende Admiral der Küstenwache (Commandant of the Coast Guard) ist seit 2025 kommissarisch Kevin Lunday.
Der Master Chief Petty Officer of the Coast Guard ist eine Dienststellung im Stab. Der Amtsinhaber, ein Unteroffizier, wird vom Commandant ernannt; er vermittelt und berät sowohl intern als auch extern. Derzeit hat das Amt Master Chief Jason M. Vanderhaden inne (Amtsantritt am 22. Mai 2014). Des Weiteren existiert im Stab der Küstenwache die Dienststellung des Master Chief Petty Officer of the Coast Guard Reserve Force für Reservistenangelegenheiten – „United States Coast Guard Reserve“ –; dies ist derzeit Master Chief George M. Williamson.

### Dienstgrade
Die Dienstgrade der amerikanischen Küstenwache lehnen an die der Marine der Vereinigten Staaten an. Die Uniform ist jedoch etwas anders (z. B. gibt es bei der Küstenwache keine Matrosenanzüge).

### Behörden
Die US-Küstenwache hat eine eigene untergeordnete Behördenstruktur, um die speziell Aufgaben als maritime Bundesbehörde erfüllen zu können.
- National Vessel Documentation Center, das Schiffsregister in den Vereinigten Staaten auf Bundesebene[18]
- National Maritime Center erstellt Ausbildungsvorgaben für maritimes Personal und erteilt die Befähigungen für Seeleute[19]
- Das National Pollution Funds Center finanziert die Säuberung von Küsten und der See nach Verschmutzungen, finanziert durch einen Staatsfonds. Finanziert wird der Fonds hauptsächlich durch Bußgelder und Schadenersatz der Verursacher.[20]

### Sonderorganisationen
Sonderorganisationen haben außerhalb der territorialen Organisationen einen eigenen Befehlsweg, um ihren Aufgaben nachkommen zu können.
- United States Coast Guard Intelligence ist der eigene Nachrichtendienst zur Sicherheitsüberprüfung des Personals, der Spionageabwehr und der Informationsgewinnung und -verteilung relevanter Informationen für die Aufgaben der Küstenwache. Er ist Teil der United States Intelligence Community.
- Die United States Coast Guard Police (CGPD) ist die Militärpolizei der Küstenwache. Als solche ist sie für die Sicherheit in den Stützpunkten und den internen Ordnungsdienst verantwortlich.[21]
- Der Coast Guard Investigative Service (CGIS) ist eine Strafverfolgungsbehörde und Gefahrenabwehreinheit, um Kriminalfälle im Zusammenhang mit der Küstenwache zu untersuchen. Diese Organisationseinheit besteht aus 112 aktiven militärischen special agents, 121 zivilen special agents und 158 special agents der Coast Guard Reserve. Der CGIS unterhält 35 Büros (Resident Agent offices) außerhalb des Hauptquartiers. Als vereidigte Bundesagenten haben die Angehörigen weitreichende Polizei- und Ermittlungsbefugnisse vergleichbar anderer Bundesbehörden mit Sicherheitsaufgaben.

“The Coast Guard Investigative Service (CGIS) is a federal investigative and protective program established to carry out the Coast Guard’s internal and external criminal investigations; to assist in providing personal security services; to protect the welfare of Coast Guard people; to aid in preserving the internal integrity of the Coast Guard; and to support Coast Guard missions worldwide.”

- Die US Coast Guard Legal Division ist eine Abteilung des Hauptquartiers und gehört zum Judge Advocate General’s Corps (JAG). Es gibt mehrere militärische Kaplane der Küstenwache (Chaplain of the Coast Guard), sie gehören dem Navy Chaplain Corps an und sind unter anderem für die Gewährleistung der freien Religionsausübung verantwortlich.
- Zur Fortschreibung der Geschichte der Küstenwache besteht das United Coast Guard Historian’s Office unter Leitung eines Offiziers.[23]

### Territoriale Organisation

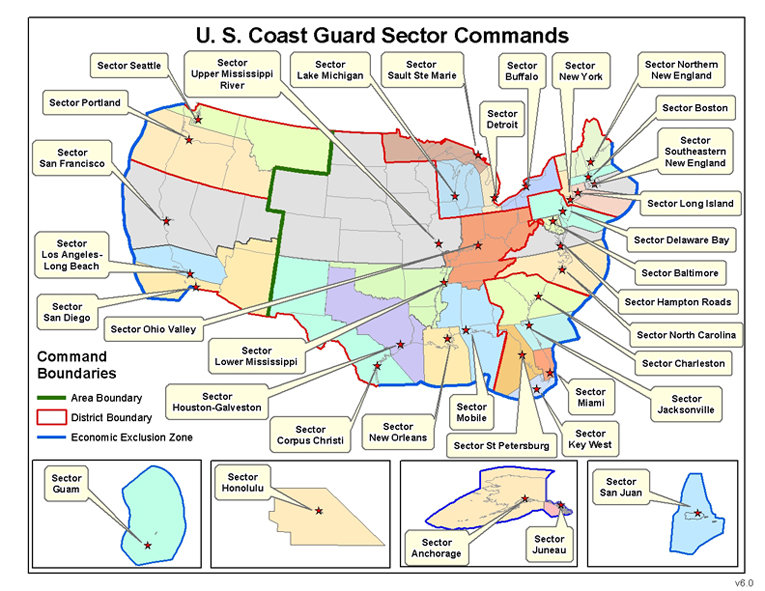
Sektoren der Küstenwache (Sector Commands)

Die Organisation der Küstenwache ist in zwei Gebiete (engl. areas, nämlich Atlantik und Pazifik), in neun Distrikte (engl. districts) und in 35 Sektoren (engl. sectors) unterteilt. Die Anzahl der Stützpunkte (Coast Guard Stations und Coast Guard Air Stations) unterscheiden sich von Sektor zu Sektor. Die Gebiete werden dabei von einem Vice Admiral geführt, die Distrikte von einem Rear Admiral und die Sektoren von einem Captain geleitet.

#### Atlantic Area (LANTAREA)
Kommandostab (Area Command Staff)
- Vice Admiral Steven D. Poulin, Commander
- Rear Admiral Keith M. Smith, Deputy Commander
- Captain Mark D. Gordon, Area Chief of Staff
- Master Chief Petty Officer Devin R. Spencer, Command Master Chief
- Master Chief Petty Officer Steven Hill, Reserve Command Master Chief
- Captain Clifford Stuart, Chaplain

Stäbe der Atlantic Area Coast Guard Units
- Rear Admiral Thomas G. Allan, Commander First District[25]
- Captain Christian J. Glander, Chief of Staff First District
- Rear Admiral Laura M. Dickey, Commander Fifth District[26]
- Captain Richard E. Batson, Chief of Staff Fifth District
- Rear Admiral Brendan C. McPherson, Commander Seventh District[27]
- Captain Jeffrey K. Randall, Chief of Staff Seventh District[28]
- Rear Admiral Richard V. Timme, Commander Eighth District[29]
- Captain John W. Reed, Chief of Staff Eighth District
- Rear Admiral Michael J. Johnston, Commander Ninth District[30]
- Captain Eric J. Doucette, Chief of Staff Ninth District

#### Pacific Area (PACAREA)
Kommandostab (Area Command Staff)
- Vice Admiral Michael McAllister, Commander
- Rear Admiral Peter Gautier, Deputy Commander
- Captain James Estramonte, Chief of Staff
- Master Chief Petty Officer Lucas M. Pullen, Command Master Chief
- Captain Franklin H. Schaefer, Reserve Chief of Staff
- Master Chief Petty Officer Tim Beard, Reserve Command Master Chief
- Captain Santiago Rodriguez, Chaplain

Stäbe der Pacific Area Coast Guard Units
- Rear Admiral Brian K. Penoyer, Commander Eleventh District[32]
- Captain Mike Campbell, Chief of Staff Eleventh District
- Rear Admiral Melvin W. Bouboulis, Commander Thirteenth District[33]
- Captain Olav Saboe, Chief of Staff Thirteeth District
- Rear Admiral Matthew W. Sibley, Commander Fourteenth District[34]
- Captain David Petty, Chief of Staff Fourteenth District
- Rear Admiral Nathan A. Moore, Commander Seventeenth District[35]
- Captain Gregory T. Fuller, Chief of Staff Seventeenth District

Coast Guard Air Stations sind Stützpunkte für die zahlreichen Luftfahrzeuge der Küstenwache.

### Budget
Die US Coast Guard fordert 2021 ein Budget von ca. 12 Mrd. US-Dollar. Dies entspricht 1,7 % des Wehretats von 740,5 Mrd. US-Dollar. Davon sind 81,8 % für Operationen, 17 % Verpflichtende Abgaben, 16 % für Beschaffungen, 2,1 % Gesundheitsprogramm und 0,1 % für die Forschung vorgesehen.
Für das Haushaltsjahr 2022 verlangt die United States Coast Guard 13,1 Mrd. US-Dollar vom Verteidigungsministerium.

## Juristischer Status
Von ihrer Gründung am 28. Januar 1915 ist die Küstenwache der Vereinigten Staaten laut amerikanischem Wehrrecht grundsätzlich Teilstreitkraft der US-Streitkräfte. Die Küstenwache ist damit eine militärische Organisation, die Mehrheit des Personals der Küstenwache Soldaten, welche der Militärgesetzgebung und -gerichtsbarkeit (englisch Uniform Code of Military Justice) unterliegen. Daran änderte auch die Unterstellung unter das Verkehrsministerium als auch heute dem Ministerium für Innere Sicherheit nichts.
Aufgrund ihrer Sicherheitsaufgabe im Innern gilt Posse Comitatus Act nicht für die Küstenwache. Der Posse Comitatus Act regelt den Polizeieinsatz von Bundestreitkräften im Inneren und stellt deren Einsatz grundsätzlich unter Strafe. Ausnahmen können nur vom Kongress gewährt werden oder vom Präsidenten im Rahmen der Aufstandsbekämpfung unter strengen rechtlichen Rahmenbedingungen. Für die Küstenwache ist das genauer im Küstenwachgesetz geregelt. Dieses Gesetz erlaubt der Küstenwache Bundesgesetze durchzusetzen. Damit haben alle Offiziere, Warrant Officer und Unteroffiziere die Rechte eines Vollzugsbeamten der Bundes (englisch Law Enforcement Power). Darüber hinaus hat der gleiche Personenkreis die Befugnisse eines Zollbeamten, welches ihnen allgemeine Polizeibefugnisse zuspricht:
- Das Recht Waffen zu tragen,
- Vollstreckung und Zustellung von Anordnungen, Haftbefehlen, Vorladungen oder anderen Verfahren, die aufgrund der Rechtsprechung der Vereinigten Staaten erlassen wurden,
- eine Verhaftung ohne Haftbefehl wegen einer Straftat vorzunehmen, wenn es hierfür hinreichende Gründe gibt,
- jede andere vom Minister für Innere Sicherheit festgelegte Aufgabe der Strafverfolgung wahrzunehmen.

## Ausrüstung
Im Rahmen ihres Auftrages verfügt die United States Coast Guard auch über Waffen. Im Gegensatz zu den meisten Küstenwachen erstreckt sich das Waffenarsenal von Pistolen über Sturmgewehre, Schrotflinten bis zu leichten und schweren Maschinengewehre sowie vereinzelt Waffen über dem Kaliber 12,7 × 99 mm NATO und Bordkanonen.

### Schiffe

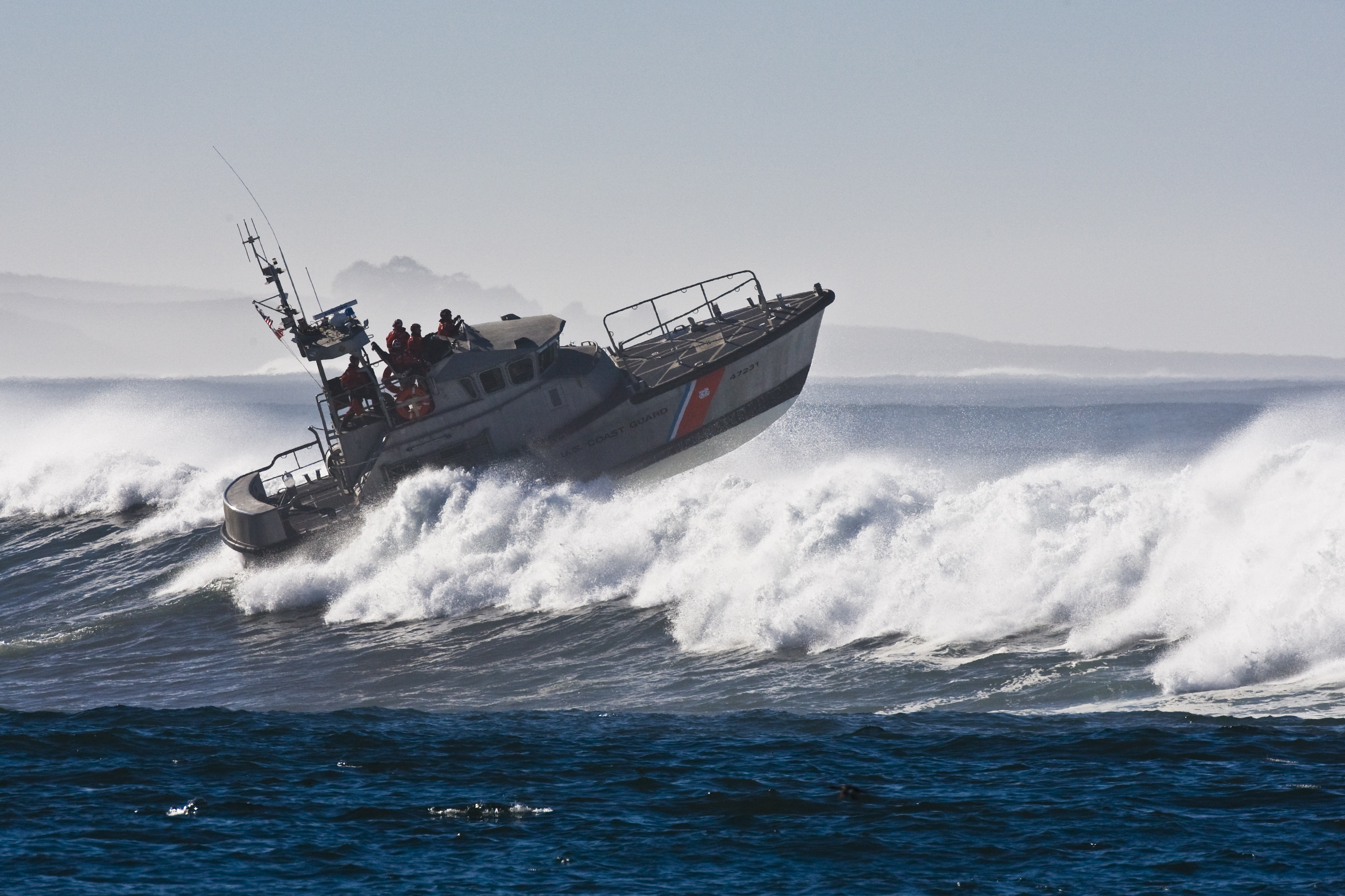
Ein 47-foot Motor Life Boat (47 MLB) der Coast Guard Station Morro Bay

Zur Ausrüstung der Küstenwache gehören ca. 2.000 Wasserfahrzeuge, vom Schlauchboot über Kreuzer mit Bordkanonen bis zum großen Eisbrecher. Das erste Schiff der Küstenwache war der im Jahr 1791 in Dienst gestellte Vigilant des United States Revenue Cutter Service mit 35 Tonnen Verdrängung. Die schwimmenden Einheiten werden überwiegend als „Cutter“ (daher das letzte „C“ im Präfix) bezeichnet, auch wenn es sich schiffbaulich oft nicht um Kutter handelt.
| Klasse           | Bild | Funktion                | Einheiten | Anmerkungen                                                    |
| ---------------- | ---- | ----------------------- | --- | -------------------------------------------------------------- |
| Edenton          |      | Hochsee Patrouillenboot | USCGC Alex Haley (39) | Gehörte früher der US Navy                                     |
| Famous           |      | Hochsee Patrouillenboot | USCGC Bear (901) USCGC Tampa (902) USCGC Harriet Lane (903) USCGC Northland (904) USCGC Spencer (905) USCGC Seneca (906) USCGC Escanaba (907) USCGC Tahoma (908) USCGC Campbell (909) USCGC Thetis (910) USCGC Forward (911) USCGC Legare (912) USCGC Mohawk (913) |                                                                |
| Legend           |      | Hochsee Patrouillenboot | USCGC Bertholf (750) USCGC Waesche (751) USCGC Stratton (752) USCGC Hamilton (753) USCGC James (754) USCGC Munro (755) USCGC Kimball (756) USCGC Midgett (757) USCGC Stone (758) USCGC Calhoun (759)                                                               | Drei weitere Exemplare im Bau                                  |
| Sentinel         |      | Patrouillenboot         | 45 Schiffe (1101–1145) | Weitere Schiffe im Zulauf                                      |
| Reliance         |      | Patrouillenboot         | 14 Schiffe (615–621; 623–627; 629; 630) |                                                                |
| Island           |      | Patrouillenboot         | 19 Schiffe |                                                                |
| RB-M             |      | Patrouillenboot         | 174 Schiffe |                                                                |
| Marine Protector |      | Patrouillenboot         | 73 Schiffe |                                                                |
| Iris             |      | Tonnenleger             | 16 Schiffe |                                                                |
|                  |      | Tonnenleger             | 4 Schiffe |                                                                |
| Keeper           |      | Tonnenleger             | 14 Schiffe (551–564) |                                                                |
|                  |      | Tonnenleger             | 18 Schiffe |                                                                |
|                  |      | Eisbrecher              | Healy (20) | Mit 128 Metern das größte Schiff der United States Coast Guard |
| Polar            |      | Eisbrecher              | USCGC Polar Star (10) |                                                                |
| Bay              |      | Schlepper Eisbrecher    | 9 Schiffe (101–109) |                                                                |
| Gorch-Fock       |      | Segelschulschiff        | USCGC Eagle (327) | einzig aktives militärisches Segelschulschiff des Landes       |

### Luftfahrzeuge

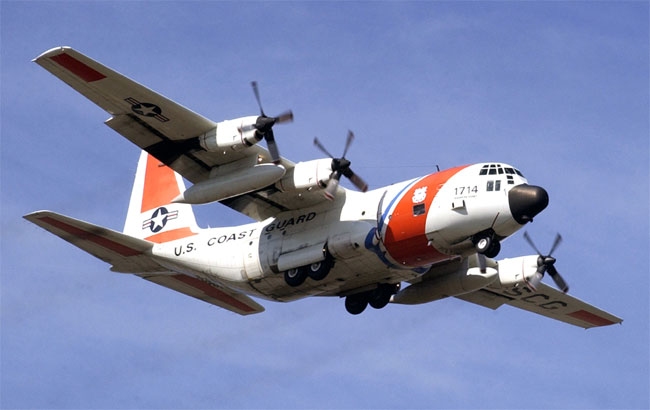
HC-130 der United States Coast Guard

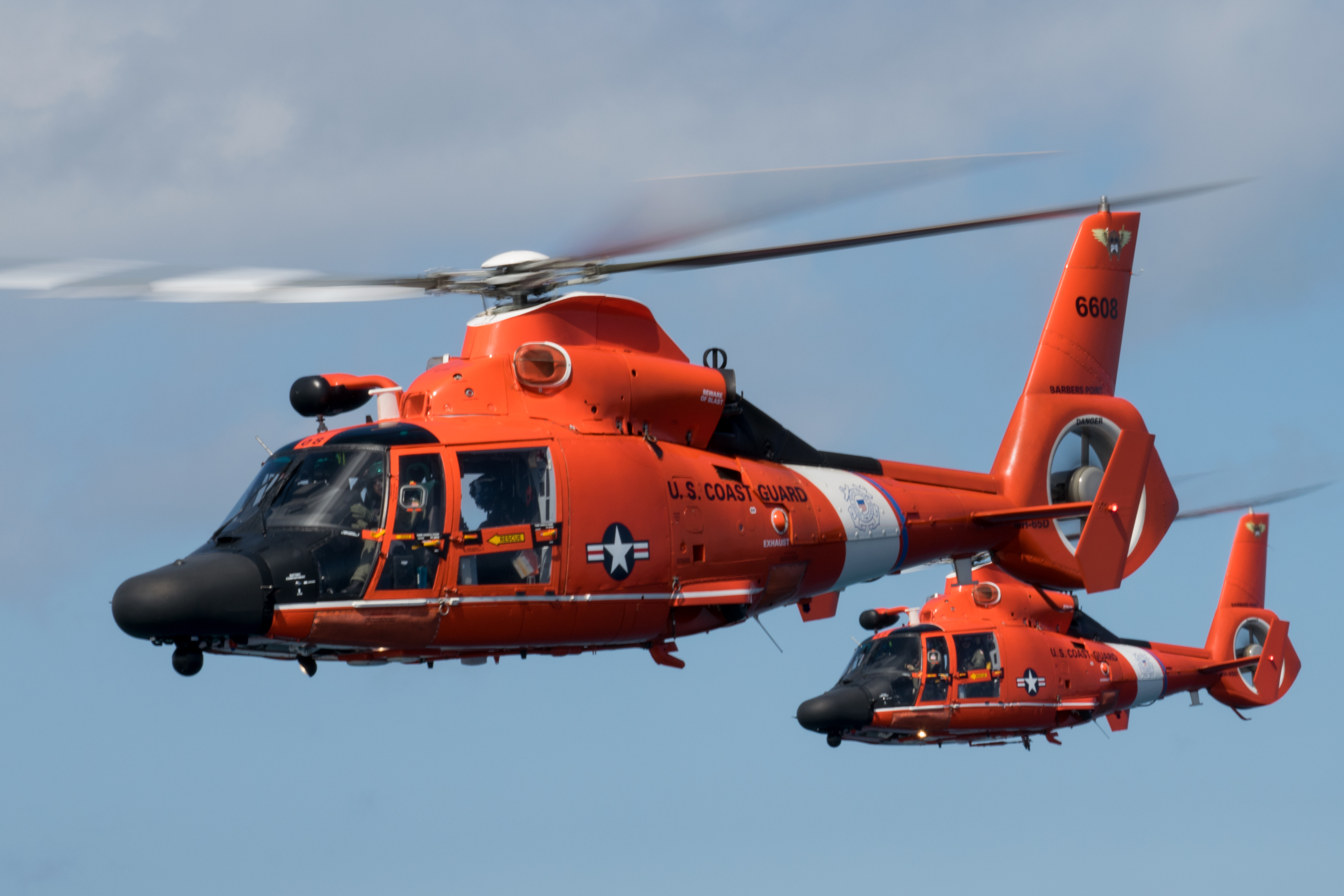
Zwei MH-65 Hubschrauber der US Coast Guard

Des Weiteren verfügen sie über 204 Luftfahrzeuge für Such- und Rettungsmissionen (SAR) und zur Seefernaufklärung. Für Langstreckeneinsätze werden so neben 18 CASA CN-235 (USCG Bezeichnung: HC-144 Ocean Sentry) auch 24 modifizierte Lockheed C-130 eingesetzt. Die unter der Kennung HC-130 geführten Turbopropflugzeuge dienen als Basis für SAR-Einsätze und sind meist die ersten Flugzeuge am Unglücksort. Ein Teil der C-130 wurde ab 2014 durch Alenia C-27J ersetzt, von denen 14 Stück im Einsatz sind. Des Weiteren verfügt die Küstenwache über 2 Geschäftsreiseflugzeuge des Typs C-37A.
Zum Bergen/Retten, der Drogenbekämpfung und zum Gewässerschutz dienen der Küstenwache zwei Hubschraubermodelle:
- Der MH-60T Jayhawk, eine Variante des Sikorsky UH-60 Black Hawk, basierend auf der Zelle des Sea Hawk der Sikorsky Aircraft Corporation. Der Hubschrauber hat eine Geschwindigkeit von 170 Knoten (315 km/h) und Außentanks für einen maximalen Einsatzzeitraum von 6:30 Stunden in einem Radius von 300 Seemeilen, verfügt aber nicht über Schwimmeigenschaften wie sein Vorgänger der HH-3F Pelican.[48] Die Küstenwache verfügt über 44 Jayhawk Hubschrauber.
- Der MH-65 Dolphin, die amerikanische Version des europäischen Eurocopter Dauphin. Durch seine kompakte Bauweise dient er auch als Verbindungshubschrauber und ermöglicht Decklandungen auf den größeren Schiffen der Küstenwache. Wie auch der Jayhawk hat er keine Schwimmeigenschaften. Die USCG betreibt derzeit 102 Hubschrauber dieses Typs.

#### Zwischenfälle
Seit 1948 hat die US-Küstenwache 19 Flugzeuge durch Unfälle verloren, davon waren elf Amphibienflugzeuge vom Typ Grumman Albatross. Als Beispiel sei der Unfall vom 18. Januar 1982 genannt. Dabei kam es mit einer Convair CV-240/HC-131A der USCG (Luftfahrzeugkennzeichen USCG 5786) auf der Naval Air Station Corpus Christi (Texas, USA) bei Nebel zu einer Bruchlandung. Alle 8 Insassen überlebten den Unfall. Das Flugzeug wurde irreparabel beschädigt.

### Integrated Deepwater System Program

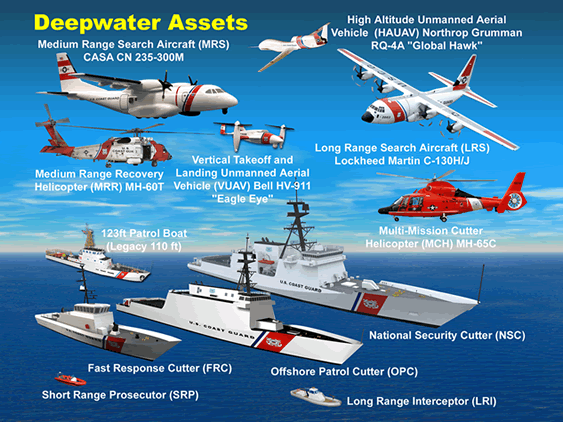
Gewünschte Beschaffungen im Rahmen des Programms Integrated Deepwater System

Im Rahmen des Integrated Deepwater System Program plant die Küstenwache die Modernisierung ihrer Luft- und Seeflotte durch Neuanschaffungen. Das 24 Milliarden US-Dollar schwere Programm wurde im Juni 2001 begonnen und sieht in einer Laufzeit von 25 Jahren den Kauf neuer Fahrzeuge, aber auch die Aufrüstung bestehender Systeme sowie die Erneuerung der Kommunikationssysteme vor. So werden laut Planung bis Ende 2007 die Hubschrauber HH-65 Dolphin zu Multi-Mission Cutter Helicopter umgerüstet. Die neue Variante C verfügt danach über leistungsstärkere Triebwerke, was den Hubschraubern ermöglicht, schneller zu fliegen und mehr Last zu transportieren.
Weitere Vorhaben sind Medium Range Surveillance Aircraft, als Ersatz der HU-25 Guardian beschafft die Küstenwache Casa CN 235, Fast Response Cutter als Ersatz der kleinen Patrouillenboote und acht 125,2 m lange National Security Cutter als Ersatz der Hamilton-Klasse.
Der erste National Security Cutter, die USCGC Bertholf wurde am 4. August 2008 in Dienst gestellt und in Alameda, Kalifornien stationiert. Sie ist ein hochseetaugliches Schiff für langdauernde Missionen im Pazifischen Ozean, verfügt über ein Landedeck und zwei Helikopter-Hangars und eine 57-mm-Kanone. Ihre Elektronik ist vom Aegis-System abgeleitet und soll eine enge Zusammenarbeit mit der United States Navy ermöglichen. Die USCGC Waesche wurde am 6. November 2009 als zweites Schiff der Klasse an die Coast Guard übergeben.